# Michiel Maddersteg

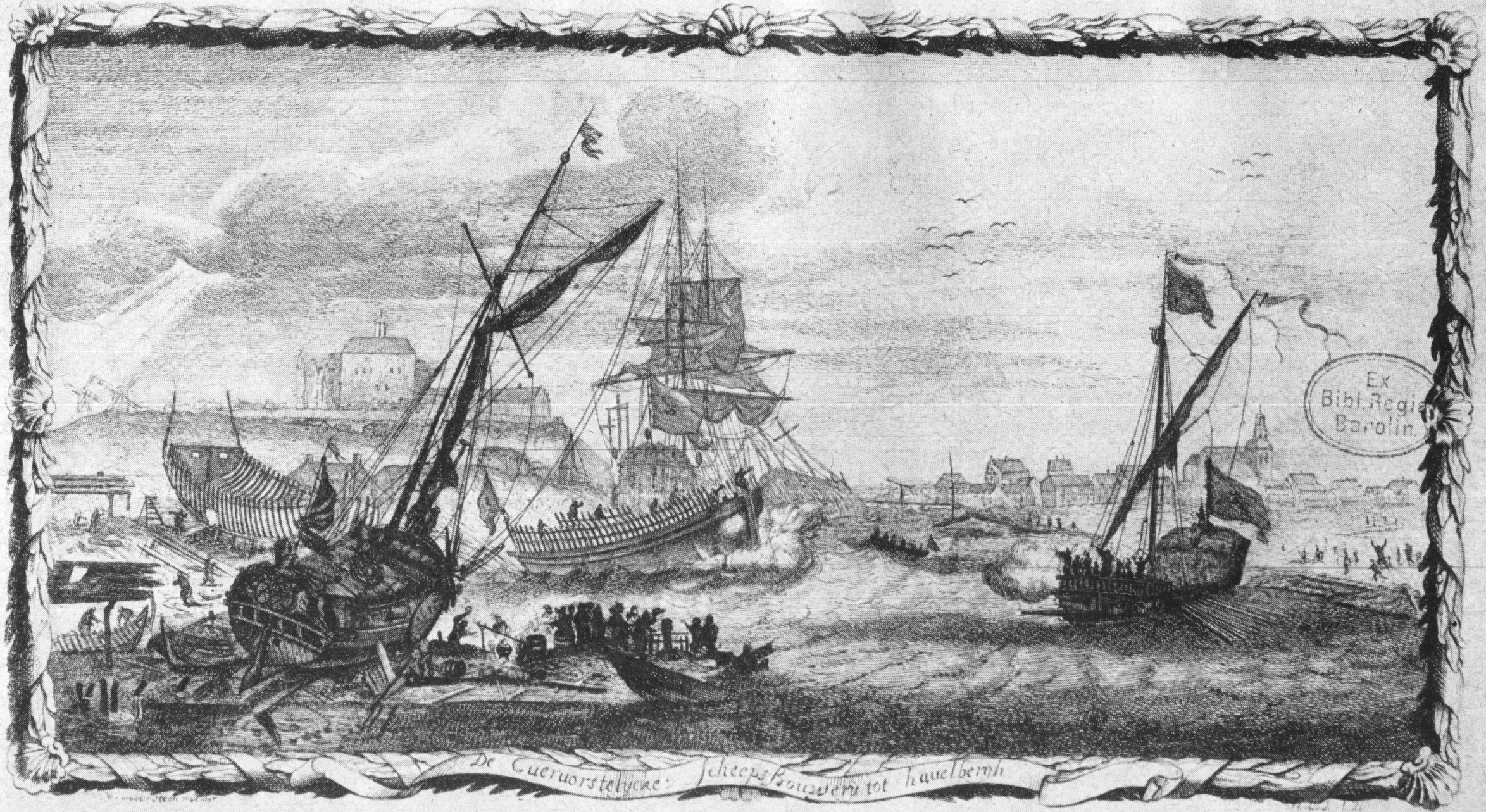
Michiel Maddersteg: De Cueruorstelycke ScheepsBouwery tot hauelbergh, ca. 1700

Michiel (of Micha) Maddersteg (1662 – 1708) was een Nederlandse kunstschilder.
Michiel Madderstegh werd op 5 januari 1662 gedoopt in Enkhuizen, en verhuisde na 1670 met zijn ouders, broers en zusters naar Amsterdam. Zijn vader, Egbert Michielsz Maddersteegh (Enkhuizen ? – Amsterdam 1682), was glazenier en schilder, en kocht in 1681 een woonhuis op het Bickerseiland, destijds de plek waar in Amsterdam de grote zeeschepen werden gebouwd. Zijn moeder, Eytje Harmensd. de Wit uit Enkhuizen, overleed in of kort voor 1703.
Madderstegh werd in Amsterdam door Ludolf Bakhuizen tot kunstschilder opgeleid, en "werd zelfs één van zijn beste leerlingen". Hij legde zich toe op zeegezichten en zeeslagen. Madderstegh trad op 3 augustus 1698 tegen een tractement van 1000 thaler als hofschilder in dienst van keurvorst Frederik III van Brandenburg (alias koning Frederik I van Pruisen), op voorwaarde dat hij exclusief voor de keurvorst zou werken.
Anders dan oude bronnen melden, laat het zich aanzien dat Maddersteg de rest van zijn leven voor de keurvorst/koning gewerkt heeft. In maart 1708, enkele maanden voor zijn dood, schilderde hij nog een schilderij in opdracht van de vorst. Maddersteg moet voor 16 december 1708 in Berlijn zijn overleden, zoals blijkt uit het testament dat zijn weduwe, Maria Otter (met wie hij in 1699 in Amsterdam trouwde), op die dag opstelde.

## Plezierschepen
In 1704 kreeg Madderstegh de opdracht in Holland een plezierjacht voor de vorst te laten bouwen. Uit de vier gepresenteerde modellen koos de keurvorst het ontwerp van Madderstegh. Naar dit model werden twee schepen gebouwd: een schip voer in Holland onder bevel van kapitein Hagedoorn en werd gebruikt bij de talrijke keren dat de keurvorst in Holland was, het andere schip was als pronkstuk voor Berlijn bedoeld. Dit laatste schip kostte de keurvorst fl 5.000,-, had vier roeiriemen en kon als trekschuit door een span paarden worden gesleept. Toen het op 1 september 1705 via Hamburg in Berlijn arriveerde, vervoerde het kostbare schilderijen, zeldzame dieren en vogels voor de collectie van de keurvorst.
Twee jaar later bestelde de keurvorst opnieuw een plezierjacht, opnieuw naar een ontwerp van Maddersteg. Dit schip werd op de werf van Madderstegs zwager, Simon Otter, op het Bickerseiland in Amsterdam gebouwd. Ook Maddersteghs broers, de schilders Herman Egbertsz en de twistzieke Johannes Egbertsz Madderstegh, werden bij het werk betrokken. De laatste beschuldigde Micha Madderstegh ervan vervalste rekeningen naar Berlijn te sturen.
Dit tweede schip, de "Friedrich", is volgens tijdgenoten het meest kostbare en luxueuze schip geweest dat ooit in Amsterdam is gebouwd. Alle verblijfruimtes waren met damast behangen, het schip was rijk beschilderd, onder andere met portretten van keurvorst Friedrich III en allegorische afbeeldingen van Europa, Afrika, Amerika en Azië, en overdadig verguld. De totale kosten bedroegen 100.000 thaler, een enorme som geld in die tijd. Madderstegh was er vooral over te spreken dat het schip niet alleen schitterend oogde, maar bovendien uiterst wendbaar was en zeer scherp aan de wind kon zeilen.
Madderstegh voer het schip zelf onder grote belangstelling via Hamburg naar Berlijn, waar het op 8 maart 1708 met veel trompetgeschal en saluutschoten, en met Latijnse voordrachten van dichter David Hoogstraten, arriveerde. De aankomst in Berlijn is door Madderstegh op een schilderij vereeuwigd. Het werk is verloren gegaan, maar de hofgraveur Johann Georg Wolfgang heeft er een nauwkeurige gravure van gemaakt.
Dit is mogelijk Madderstegs laatste schilderij geweest. Hij moet enige maanden later in Berlijn zijn overleden.
Schilderijen van Michiel (of Micha, zoals hij in de Amsterdamse notariële actes heet) Madderstegh bevinden zich onder meer in de Hermitage in Sint Petersburg, in Berlijn, Schloss Caputh en in Potsdam (Sanssouci). Een aan Madderstegh toegeschreven schilderij van Hannibal die de Romeinen bevecht, gedateerd op het onwaarschijnlijk vroege jaar 1677 (de schilder was toen 15 jaar), werd in 2007 door Christie's geveild.
- Biografisch Portaal: 23774336
- Digitale Bibliotheek voor de Nederlandse Letteren: madd001
- Gemeinsame Normdatei: 137896611
- International Standard Name Identifier: 0000 0000 5896 6810
- RKD-Nederlands Instituut voor Kunstgeschiedenis: 51850
- Union List of Artist Names: 500029025
- Virtual International Authority File: 86065626
- WorldCat: E39PCjMfkgfvHMgKQDBjJYqKQy